# Phenyllithium
Phenyllithium ist eine metallorganische Verbindung des Elements Lithium und gehört somit zu den Lithiumorganischen Verbindungen.

## Gewinnung und Darstellung
Phenyllithium wird aus metallischem Lithium und Brombenzol oder Chlorbenzol analog den Grignard-Verbindungen dargestellt.
{\displaystyle \mathrm {C_{6}H_{5}Br+2\ Li\longrightarrow \ C_{6}H_{5}Li+LiBr} }
Eine weitere Möglichkeit zur Darstellung ist die Umsetzung von Benzol mit n-Butyllithium. Als stärker CH-azide Verbindung gegenüber n-BuLi lässt sich Benzol so unter Anwesenheit von σ-Donoren (z. B. TMEDA) metallieren.
{\displaystyle \mathrm {C_{6}H_{6}+C_{4}H_{9}Li\longrightarrow \ C_{6}H_{5}Li+C_{4}H_{10}} }
TMEDA spaltet dabei das in Lösung vorliegende n-BuLi-Oligomer in Monomere und polarisiert die Li–C-Bindung, indem es diese komplexiert.

## Eigenschaften

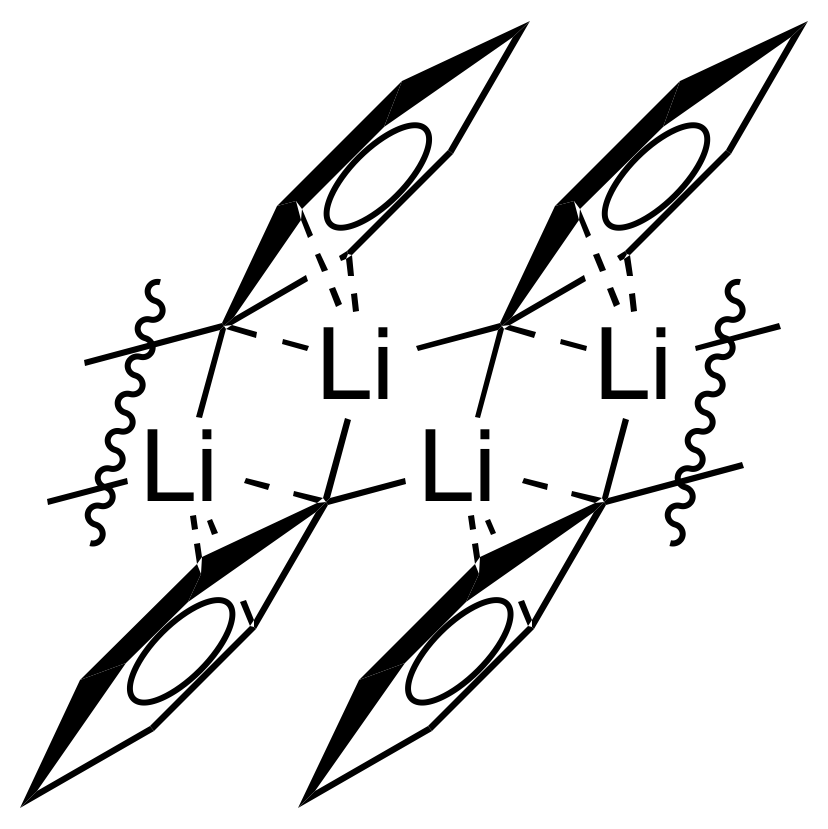
Phenyllithium im Festkörper

Phenyllithium kristallisiert im Festkörper in einer unendlichen, polymeren Leiterstruktur. Die Bindung des ipso-Kohlenstoffs mit den beiden Lithiumatomen in den dimeren Li2C2-Untereinheiten basiert auf einer 2-Elektronen-3-Zentren-Bindung (2e-3c). Außerdem kommt es zu einer starken Wechselwirkung der π-Elektronen der Phenylringe mit den Lithiumatomen der benachbarten Einheiten.
In Lösung kann Phenyllithium eine Vielzahl von Strukturen ausbilden, welche vom Lösungsmittel abhängen. Bekannt sind monomere, dimere, trimere (6-gliedriger Ring), tetramere (Heterocuban) und hexamere (Oktaeder, hexagonal) Strukturen.
In THF liegt Phenyllithium als Gemisch aus Monomeren und Dimeren, in TMEDA dimer und in Diethylether dimer und tetramer vor.

## Verwendung
Phenyllithium wird in der organischen Chemie für eine Reihe von Synthesen (zum Beispiel bei der Bildung von Biphenylen durch nucleophile aromatische Substitutionen) eingesetzt. Es liegt dazu in technischer Form als geringprozentige Lösung (üblich etwa 20 %) in verschiedenen Lösungsmitteln wie Di-n-butylether, Cyclohexan/Ether vor.

## Sicherheitshinweise
Phenyllithium ist ätzend, leichtentzündlich, hochreaktiv und reagiert heftig mit Wasser.